# Anomala stictopyga
Anomala stictopyga är en skalbaggsart som beskrevs av Ohaus 1915. Anomala stictopyga ingår i släktet Anomala och familjen Rutelidae. Inga underarter finns listade i Catalogue of Life.